# Les religions davant la pena de mort
Les principals religions mundials han pres posicions variades sobre la moralitat de la pena de mort i, com a tals, històricament han impactat en la forma en què els governs gestionen aquestes pràctiques de càstig. Tot i que els punts de vista d'algunes religions han canviat amb el pas del temps, la seva influència en la pena de mort depèn generalment de l'existència d'un codi moral religiós i de la influència que té la religió en el govern. Els codis morals religiosos es basen sovint en un conjunt d'ensenyaments, com l'Antic Testament o l'Alcorà.
Moltes nacions islàmiques tenen governs directament dirigits pel codi de la xaria. L'Alcorà estableix explícitament que la presa d'una vida té com a conseqüència la presa de les pròpia vida, cosa que condueix la majoria dels governs islàmics a donar suport a la pena de mort. Hi ha certes accions a l'Islam, com l'adulteri, que es reconeix que condueixen a la pena de mort. Tot i així, no totes les nacions islàmiques tenen la pena de mort, per exemple, Djibouti és una nació islàmica abolicionista.
El cristianisme ha canviat la seva perspectiva sobre la pena de mort amb el pas del temps i les diferents confessions cristianes tenen diferents ensenyaments. Molts dels primers cristians es van oposar fermament a la pena de mort i els magistrats que la van aplicar podrien ser excomunicats. Les actituds van començar a relaxar-se gradualment al segle v. Al segle xiii, Tomàs d'Aquino va argumentar que la pena de mort era una forma d '"assassinat legal", que es va convertir en l'ensenyament catòlic estàndard sobre la qüestió durant segles. Durant la reforma protestant, Martí Luther i John Calvin van defensar la pena de mort, però els quàquers, els germans i els mennonites s'hi van oposar des de la seva fundació. Des del Concili Vaticà II, l'Església catòlica s'ha oposat generalment a la pena de mort i, a l'agost del 2018, el Papa Francesc va revisar el Catecisme de l'Església Catòlica per condemnar-lo explícitament en tots els casos, com un atac inadmissible a la inviolabilitat i la dignitat de la persona.
El budisme té una forta creença en la compassió per la vida dels altres, tal com s'indica a la panca-sila (cinc preceptes). Hi ha una comprensió de la curació de persones que han comès crims en lloc de represàlies contra ells. Per aquestes raons, el budisme s'ha oposat generalment a la pena de mort. La Xina i el Japó, ambdós països històricament budistes, continuen practicant la pena de mort.
El judaisme té una història de debat sobre la pena de mort, però generalment no està d'acord amb la pràctica. Tot i que la Torà descriu més de 30 situacions en què seria adequada la pena de mort, hi ha moltes limitacions que han dificultat la seva implementació. Des de 1954, Israel ha prohibit l'ús de la pena de mort, excepte en casos de genocidi i traïció.
Històricament, l'hinduisme no ha pres cap posició sobre la pena de mort i té poca influència en l'opinió dels governs sobre aquesta qüestió, però l'Índia (una nació amb una població 80% hindú) té la taxa d'execució més baixa de qualsevol altre país. Això es deu probablement a la creença en Ahimsa, o la no-violència, que es va fer molt evident durant l'època de Gandhi i va ser recolzada per l'antic emperador budista indi Ashoka, que és l'únic líder de la història del país a oposar-se obertament a la pena de mort.